# 田震 (政治人物)
田震（1957年8月—），男，汉族，内蒙古自治区托克托县人，中华人民共和国水利工程师、政治人物。

## 生平
田震是大学学历，教授级高级工程师，无党派。1978年3月至1980年8月，在内蒙古水利学校水工建筑专业学习。1980年8月参加工作，在内蒙古水利设计院任职，直至1983年9月。1983年9月至1986年8月，在内蒙古水利职工大学水工建筑专业学习。1986年8月至1995年4月，在内蒙古水利设计院设计室工作。1995年4月至1999年4月，担任内蒙古水利设计院副院长（副处级）。其间，于1996年8月至1998年12月，在中央党校函授学院经济管理专业学习。1999年4月至2000年11月，任内蒙古水利水电勘测设计院副院长（正处级）。2000年11月至2006年10月，任内蒙古水利水电勘测设计院院长。
2006年10月起，历任内蒙古自治区工商联主席、总商会会长，全国工商联常务委员，第十一届、十二届全国政协常委，内蒙古自治区第十届政协常委。